# جامعة روما تري
جامعة روما تري أو جامعة روما الثالثة (بالإيطالية: Università degli Studi Roma Tre) هي جامعة بحثية إيطالية عامة مقرها العاصمة روما.
قامت وزارة التربية العامة بتأسيس الجامعة سنة 1992 بطلب من العديد من أساتذة جامعة سابيينزا في روما لتكون الجامعة الحكومية الثالثة في العاصمة الإيطالية. تتكون الجامعة من 8 مدارس و32 قسمًا، يدرس بها 35338 طالبًا، ويعمل بها 1370 من الأكاديميين والمهنيين، وتمنح 54 درجة من الدرجات الجامعية الأولى، و75 درجة من درجات الماجستير، و16 درجة من درجات الدكتوراه، وهي الثانية بين جامعات إيطاليا في عدد طلابها، وواحدة من أكبر المؤسسات البحثية في البلاد.